# Visuri de Robot
Visuri de Robot (în engleză Robot Dreams) este un film de animație de tragicomedie din 2023, regizat de Pablo Berger. O coproducție spaniolo-franceză, se bazează pe benzile desenate din 2007 cu același nume de Sara Varon. Filmul urmărește o prietenie neobișnuită între un câine (numit Câine) și un robot (numit Robot) din New York City în 1984. Filmul nu are dialoguri.